# Seznam osvětimských knížat
Seznam osvětimských knížat podává chronologický přehled knížat Osvětimského knížectví od jeho vydělení z Těšínska roku 1314 či 1315.
V čele knížectví stála knížata z rodu Piastovci, konkrétněji z jeho slezského rozrodu. Prvním knížetem se stal Vladislav I. Osvětimský, který získal Osvětimsko po dělbě dědictví svého otce Měška I. Těšínského a který se stal zakladatelem starší osvětimské větve rodu. Roku 1405 tato větev vymřela a knížectví připadlo zpět pod Těšínsko. Těšínský kníže Přemysl I. Nošák jej obratem udělil svému stejnojmennému synovi, který se stal zakladatelem mladší osvětimské větve.

## Seznam
| #                                                | Jméno                                  | Obrázek          | Doba panování                    | Manželky                         | Životní data                        | Životní data                      |
| #                                                | Jméno                                  | Obrázek          | Doba panování                    | Manželky                         | Narození                            | Úmrtí                             |
| ------------------------------------------------ | -------------------------------------- | ---------------- | -------------------------------- | -------------------------------- | ----------------------------------- | --------------------------------- |
| Starší osvětimská větev Piastovců (1314/15–1405) |                                        |                  |                                  |                                  |                                     |                                   |
| 1.                                               | Vladislav I. Osvětimský                | Pečeť Vladislava | 1314/15 – 1321/24 1314/17 – 1324 | Eufrozina Mazovská               | mezi 1275 až 1280                   | mezi 1321 až 1324 14. květen 1324 |
| 2.                                               | Jan I. Scholastik                      | Pečeť Jana I.    | 1321/24 – 1372 1324 – 1370/72    | neznámá Salome z Plavna          | mezi 1308 až 1310 mezi 1305 až 1311 | 1372 mezi 1370 až 1372            |
| 3.                                               | Jan II. Osvětimský                     |                  | 1372–1376                        | Hedvika Břežská                  | kolem 1330 kolem 1330 až 1340       | 1376                              |
| 4.                                               | Jan III. Osvětimský                    |                  | 1376–1405                        | Hedvika Litevská                 | po 1366 mezi 1366 až 1377           | 1405                              |
| Mladší osvětimská větev Piastovců (1405–1456)    |                                        |                  |                                  |                                  |                                     |                                   |
| 5.                                               | Přemysl I. Osvětimský (mladší)         |                  | 1405–1406                        | Markéta Opavsko-Ratibořská?      | před 1365 mezi 1362 až 1370         | 1. leden 1406?                    |
| 6.                                               | Kazimír Osvětimský                     |                  | 1406 – 1433/34                   | Anna Zaháňská Markéta Ratibořská | kolem 1396 mezi 1393 až 1399        | 1434 mezi 1333 až 1334            |
| 7.                                               | Václav I. Zátorský také zátorský kníže |                  | 1433/34 – 1445                   | Marie Kopčovská                  | po 1413 mezi 1415 až 1418           | 1465 asi 1465 až 1468             |
| 7.                                               | Přemysl II. Osvětimský                 |                  | 1433/34 – 1445                   | Markéta Opolská                  | kolem 1425                          | prosinec 1484                     |
| 7.                                               | Jan IV. Osvětimský                     |                  | 1433/34 – 1456                   | Kateřina Barbora Krnovská        | mezi 1426 až 1430                   | mezi 1495 až 1497                 |